# Total Xanarchy
Total Xanarchy (estilizado como TOTAL XANARCHY) es el álbum de estudio debut del rapero estadounidense Lil Xan. Fue lanzado el 6 de abril de 2018 por Columbia Records. El álbum presenta apariciones especiales de Charli XCX, YG, Rae Sremmurd, 2 Chainz, Yo Gotti, Rich The Kid, y Steven Cannon.
Fue apoyado por cuatro sencillos: «Slingshot», «Betrayed», «Far» y «Wake Up».
El álbum logró ocupar buenos puestos en las listas musicales, pero recibido reseñas negativas por parte de los críticos musicales.

## De fondo
El álbum originalmente se tituló No Love. Originalmente estaba programado para el lanzamiento del 17 de marzo de 2018, sin embargo, este álbum se retrasó.
El 2 de marzo de 2018, durante una entrevista con Ebro Darden durante el Ebro in the morning, Xan explicó la dirección del sonido y estilo del álbum, al afirmar.

"Realmente queríamos que el álbum fuera otra cosa. Este álbum es donde siento que brillar con toda la creatividad. Son muchas cosas que las personas no han escuchado. Es un sonido muy maduro. No creo que lo vayan a esperar."

El 15 de marzo de 2018, la obra de arte y la fecha de lanzamiento del álbum se revelaron a través de la historia de Instagram del rapero.

## Sencillos
El sencillo principal del álbum, «Slingshot», se lanzó el 2 de abril de 2017. El video musical dirigido por JP fue lanzado originalmente el 21 de junio de 2017, sin embargo, se volvió a cargar el 22 de noviembre de 2017.
El segundo sencillo del álbum, «Betrayed», se lanzó para su transmisión y descarga digital el 20 de julio de 2017. El video musical dirigido por Cole Bennett se lanzó el 28 de agosto de 2017. El video musical ha alcanzado más de 155 millones de visitas en YouTube.
El tercer sencillo del álbum, «Far» fue lanzado el 3 de noviembre de 2017. Su video musical fue lanzado el 31 de octubre de 2017.
El cuarto sencillo del álbum, «Wake Up» fue lanzado el 27 de diciembre de 2017. El video musical dirigido por Cole Bennett se lanzó el 30 de diciembre de 2017.

### Sencillos promocionales
El sencillo promocional principal del álbum, «Betrayed (Remix)», con Yo Gotti y Rich the Kid fue lanzado el 15 de marzo de 2018.

El segundo sencillo promocional del álbum, «The Man» con Steven Cannon fue lanzado el 30 de marzo de 2018, junto con el video musical dirigido por Steve King.

## Promoción

### Gira
El 18 de diciembre de 2017, Lil Xan anunció una gira de conciertos oficial para promover aún más el álbum titulado Total Xanarchy Tour. La gira comenzó el 25 de enero de 2018 en Vancouver, en Venue Nightclub.

| Fechas de Tour        | Fechas de Tour       | Fechas de Tour         | Fechas de Tour |
| Fecha                 | Ciudad               | Local                  |                |
| Estados Unidos        | Estados Unidos       | Estados Unidos         | Estados Unidos |
| --------------------- | -------------------- | ---------------------- | -------------- |
| 25 de enero de 2018   | Vancouver            | Venue Nightclub        |                |
| 26 de enero de 2018   | Seattle              | Neumos                 |                |
| 27 de enero de 2018   | Portland             | Hawthorne Theatre      |                |
| 31 de enero de 2018   | Berkeley             | Cornerstone            |                |
| 1 de febrero de 2018  | Santa Cruz           | The Catalyst           |                |
| 2 de febrero de 2018  | Fresno               | Strummers              |                |
| 8 de febrero de 2018  | Mesa                 | Club Red               |                |
| 10 de febrero de 2018 | Alburquerque         | Sunshine Building      |                |
| 11 de febrero de 2018 | Denver               | Cervantes Otherside    |                |
| 13 de febrero de 2018 | Lawrence             | Granada Theater        |                |
| 14 de febrero de 2018 | Des Moines           | Wooly's                |                |
| 15 de febrero de 2018 | Minneapolis          | The Cabooze            |                |
| 17 de febrero de 2018 | St. Louis            | The Ready Room         |                |
| 18 de febrero de 2018 | Omaha                | Waiting Room           |                |
| 21 de febrero de 2018 | Chicago              | Lincoln Hall           |                |
| 23 de febrero de 2018 | Cleveland            | The Grog Shop          |                |
| 24 de febrero de 2018 | Detroit              | El Club                |                |
| 25 de febrero de 2018 | Toronto              | Mod Club Theatre       |                |
| 1 de marzo de 2018    | Boston               | Middle East Downstairs |                |
| 2 de marzo de 2018    | Ciudad de Nueva York | Highline Ballroom      |                |
| 3 de marzo de 2018    | Filadelfia           | Coda                   |                |
| 4 de marzo de 2018    | Washington           | U Street Music Hall    |                |
| 6 de marzo de 2018    | Atlanta              | Masquerade Hall        |                |
| 21 de marzo de 2018   | Los Ángeles          | The Novo by Microsoft  |                |
| 22 de marzo de 2018   | Santa Ana            | Observatory            |                |
| 23 de marzo de 2018   | Las Vega             | Brooklyn Bowl          |                |
| 25 de marzo de 2018   | San Diego            | House of Blues         |                |
| 30 de marzo de 2018   | Brooklyn             | Brooklyn Steel         |                |
| 31 de marzo de 2018   | Sayreville           | Starland Ballroom      |                |

## Recepción crítica
Total Xanarchy fue criticado por los críticos musicales, y la mayoría criticó el contenido lírico y la actuación general de Leanos. Ben Beaumont-Thomas de The Guardian dio crédito a las pistas que contienen fuertes ganchos y «fina producción gótica», pero criticó a Xan por imitar las habilidades técnicas de XXXTentacion («Diamonds») y Post Malone («Far») y carecer de lirismo, diciendo «Puedo informar con confianza que no hay buenas letras en este álbum». La escritora de Pitchfork, Meaghan Garvey, dijo sobre Lil Xan en general: «En su álbum debut, el abanderado del movimiento sad-rap se niega a revelar mucho en cuanto a emoción, aparte de una especie de desafío hosco y conflictivo».

## Listado de pista
Créditos adaptados por Tidal.
| N.º | Título                                              | Escritor(es) | Producer(s)   | Duración |  |
| 1.  | «Who I Am»                                          | Diego Leanos | Bobby Johnson | 2:36     |  |
| 2.  | «Wake Up»                                           | Leanos       | Danny Wolf    | 2:11     |  |
| 3.  | «Tick Tock» (featuring 2 Chainz)                    | Leanos       | Ronny J       | 2:35     |  |
| 4.  | «Diamonds»                                          | Leanos       | DJ Fu         | 2:53     |  |
| 5.  | «The Man» (featuring Steven Cannon)                 | Leanos       | DJ Fu         | 2:59     |  |
| 6.  | «Saved by the Bell»                                 | Leanos       | S1            | 3:00     |  |
| 7.  | «Moonlight» (with Charli XCX)                       | Leanos       | DJ Fu         | 3:31     |  |
| 8.  | «Shine Hard» (featuring Rae Sremmurd)               | Leanos       | DJ Fu         | 3:57     |  |
| 9.  | «Round Here» (featuring YG)                         | Leanos       | DJ Fu         | 3:11     |  |
| 10. | «Basically»                                         | Leanos       | Bobby Johnson | 1:46     |  |
| 11. | «Deceived»                                          | Leanos       | Bobby Johnson | 2:04     |  |
| 12. | «Betrayed»                                          | Leanos       | Bobby Johnson | 3:08     |  |
| 13. | «Slingshot»                                         | Leanos       | Bobby Johnson | 1:29     |  |
| 14. | «Far»                                               | Leanos       | DJ Fu         | 2:22     |  |
| 15. | «Color Blind» (with Diplo)                          | Leanos       | Diplo         | 2:56     |  |
| 16. | «Betrayed (Remix)» (with Yo Gotti and Rich the Kid) | Leanos       | Bobby Johnson | 3:17     |  |

Notas
- ^  significa un coproductor
- ^  significa un coproductor sin acreditar
- "Color Blind" presenta voces de fondo de Thomas Azie

## Personal
Créditos adaptados por Tidal.
Soporte técnico
- DJ Fu – grabado (pista 1, 4, 5, 14), mezclando (track 14)
- Steve Hybicki – mezclando  (tracks 1–11)
- Mauricio "Veto" Iragorri – masterización (pistas 1–14, 16)
- Steven "B" Baughman – masterización (pistas 1–14, 16)
- Kinfolk John – mezclando ((tracks 2, 3, 6–13, 16), 12–14, 16), registro (pistas 2, 3, 6–13, 16)
- Nolan Presley – grabado (track 3)
- Finis "KY" Que mezcla blanco (track 3)
- Ben the Great  – Mezclado ((track 14)
- Boaz De Jong – Mezclado ((track 15)
- Mike Bell – masterización ((track 15)

## Tabla
| Gráfico (2018)                          | Posición de cumbre |
| --------------------------------------- | ------------------ |
| Nueva Zelanda Heatseeker Álbumes (RMNZ) | 6                  |
| Cartelera de EE. UU. 200                | 10                 |

## Certificaciones
| País   | Organismo certificador | Certificación | Ventas certificadas |
| ------ | ---------------------- | ------------- | ------------------- |
| Canadá | Music Canada           | Oro           | 40 000              |